# Amtsgericht Vorsfelde

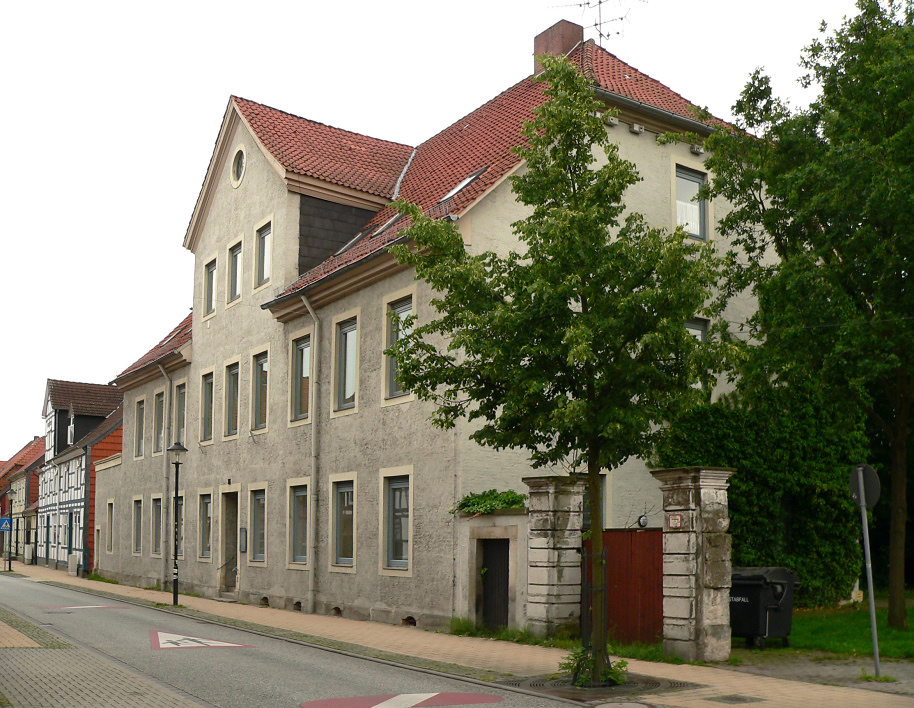
Sitz des Amtsgerichts im Amtshaus Vorsfelde

Das Amtsgericht Vorsfelde war ein deutsches Amtsgericht mit Sitz in Vorsfelde.

## Geschichte

### Von der Märzrevolution bis zu den Reichsjustizgesetzen
Im Herzogtum Braunschweig waren die Ämter gleichzeitig Verwaltungsbehörde als auch Eingangsgericht. In Vorsfelde bestand das Amt Vorsfelde. Im Rahmen der Märzrevolution wurde 1848 auch die Trennung der Rechtsprechung von der Verwaltung gefordert. Diese wurde mit dem Gesetz, die Gerichtsverfassung betreffend vom 21. August 1849 umgesetzt. Die Kreise waren nun reine Verwaltungsorgane, die Gerichtsfunktion wurde zum 1. Juli 1850 speziellen Gerichten übertragen. An der Spitze stand das Obergericht Braunschweig, darunter bestand ein Kreisgericht in jedem Kreis und die Eingangsgerichte wurden als Stadt- bzw. Amtsgericht bezeichnet. Für den Landkreis Helmstedt entstand so das Kreisgericht Helmstedt und darunter das Amtsgericht Vorsfelde als eines von 22 Amtsgerichten des Herzogtums. Der Sprengel des Amtsgerichts umfasste 1863 sein Flecken, 31 Orte mit 10.170 Einwohnern.

### Ab 1879
Im Rahmen der Reichsjustizgesetze wurden reichsweit einheitlich Oberlandes-, Land- und Amtsgerichte gebildet. Im Herzogtum Braunschweig entstand so das Oberlandesgericht Braunschweig und die Landgerichte Braunschweig und Holzminden. Das Amtsgericht Vorsfelde blieb bestehen und war nun eines der 16 Amtsgerichte, die dem Landgericht Braunschweig zugeordnet waren. Am Gericht bestanden 1880 zwei Richterstellen. Das Amtsgericht war damit ein mittelgroßes Amtsgericht im Landgerichtsbezirk. Es wurden 10.674 Gerichteingesessene gezählt.
Im Jahre 1973 wurde das Amtsgericht Vorsfelde aufgehoben.

## Amtsgerichtsgebäude
Als Amtsgerichtsgebäude wurde das Amtshaus Vorsfelde genutzt. 